# 1890 en France
Chronologie de la France
- 1886
- 1887
- 1888
- 1889
- 1890
- 1891
- 1892
- 1893
- 1894

Cette page concerne l'année 1890 du calendrier grégorien.

## Événements
- 2 janvier : naufrage du vapeur Persia au large de Bastia, faisant 130 victimes[1].
- 18 janvier : fin d’une épidémie de grippe qui sévit à Paris depuis le 8 décembre 1889[2] ; elle touche de nombreux employés des bazars parisiens.
- 29 janvier : décret qui fait obligation à chaque élève du Cours moyen et du Cours supérieur d'avoir un livre d'histoire ; il favorise la diffusion du Petit Lavisse, manuel scolaire paru en 1884 et imprimé à plusieurs millions d'exemplaires jusqu'aux années 1950[3].

- 20 - 23 février : occupation de Cotonou par les troupes du lieutenant-colonel Terrillon. La France tente un coup de force contre le Dahomey. La marine bombarde Cotonou et massacre une partie de sa population ; Béhanzin échoue à reprendre la ville le 4 mars[4].

- 1er mars : démission du ministre de l’Intérieur Ernest Constans, en désaccord avec Tirard, remplacé par le radical modéré Léon Bourgeois[5].
- 13 mars : démission du gouvernement Tirard après un vote de défiance du Sénat sur une question douanière avec la Turquie[5].
- 17 mars : quatrième gouvernement Freycinet (fin en février 1892)[6].

- 27 avril : échec des Boulangistes aux Élections municipales à Paris[7].

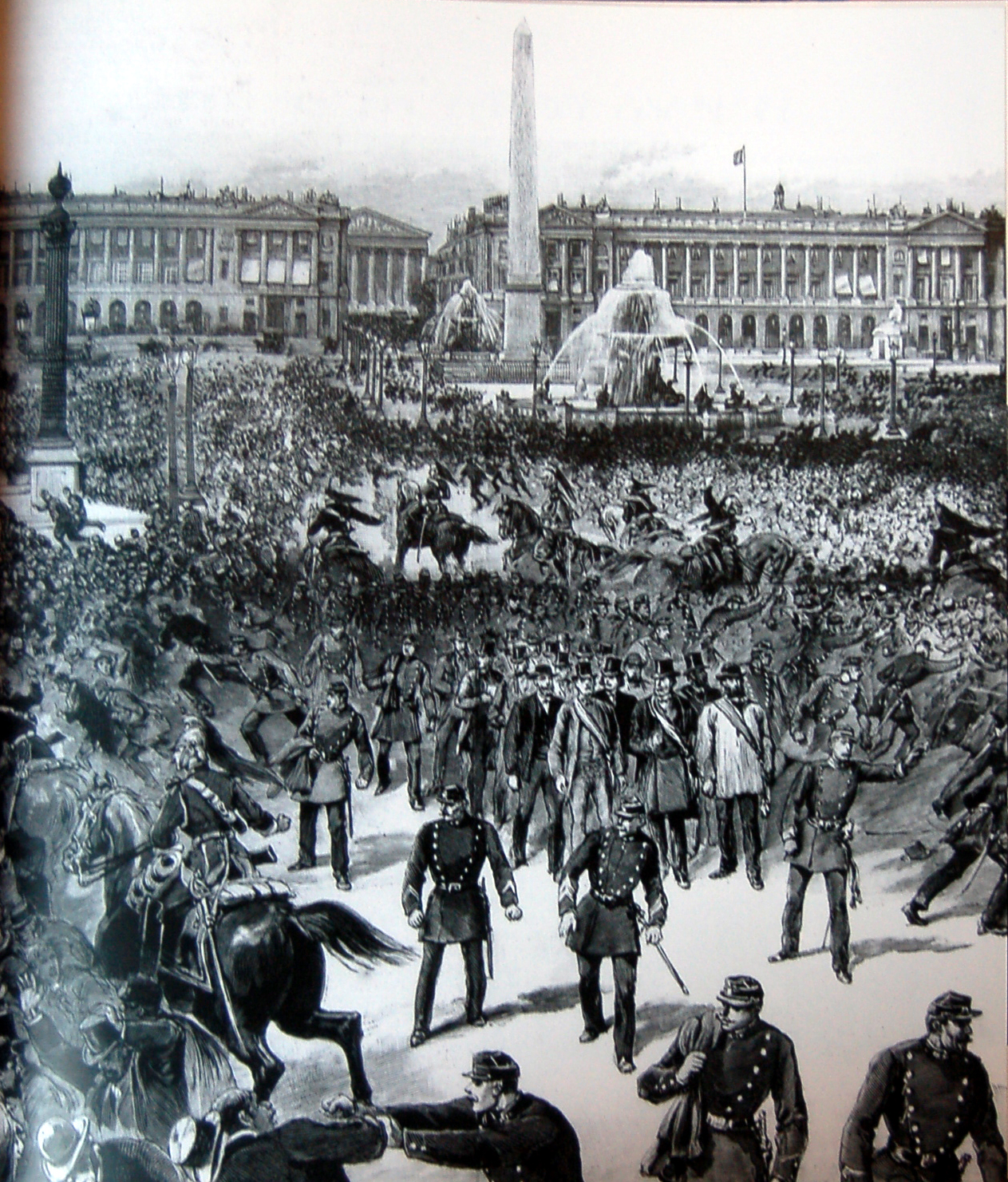
: émeute place de la Concorde.

- 1er mai : première manifestation commune d’unité d’action internationale des travailleurs pour la journée de huit heures[8]. À cette occasion est lancée la première grève générale à l'échelle nationale, qui touche en France une cinquantaine de villes et la plupart des secteurs industriels[9]. La Chanson des huit heures (« C'est huit heures, huit heures, huit heures/C'est huit heures qu'il nous faut ») est sans doute lancée à Troyes, ce 1er mai, par Étienne Pédron, dirigeant local du parti ouvrier sur l'air de « C'est ta poire »..., air déjà repris par un slogan boulangiste[10]. À Paris, la foule marche vers la place de la Concorde pour escorter les élus socialistes qui doivent être reçus à la Chambre ; les forces de l'ordre interdisent l'accès à la place et seule la délégation des élus est admise à gagner le Palais Bourbon. Des affrontements se produisent à sa sortie[11].
- 15 mai-30 juin : premier salon de la Société Nationale des Beaux-Arts au Palais du Champ de Mars[12].
- 21 mai : Boulanger décide la dissolution de son Comité républicain national[7].
- 2 juillet : loi abolissant les livrets d'ouvriers[13].
- 27 juillet : le peintre Vincent van Gogh se tire une balle de revolver dans la poitrine, et meurt au matin du 29 juillet à Auvers-sur-Oise[14].

- 5 août : convention coloniale entre la France et le Royaume-Uni : l’Angleterre reconnaît à la France ses droits sur Madagascar en échange du protectorat britannique sur Zanzibar et sur le bas Niger. La ligne Say-Barroua[15] délimite les zones d’occupation respective. L’accord reconnait les droits de la France sur le Tchad. Le député français Eugène Étienne, chef du parti colonial, lance trois missions d’occupation du Tchad pour devancer les Britanniques. L’une part du Congo (Crampel), l’autre remonte la Bénoué pour atteindre le Bornou (Mizon), la troisième (Monteil, la seule à réussir) part de Saint-Louis du Sénégal et traverse le Soudan français[16].
- 18 août : le boulangiste Gabriel Terrail, dit « Mermeix », rédacteur en chef de la Cocarde, publie anonymement dans Le Figaro sous forme de feuilleton Les Coulisses du boulangisme[17].
- 18 août-19 août : tornades groupées à Dreux (Eure-et-Loir), Domagné (Ille-et-Vilaine) et Saint-Claude (Jura)[18].
- 27 août : l'intellectuel haïtien Bénito Sylvain publie à Paris un journal hebdomadaire : La Fraternité, organe des intérêts d’Haïti et de la race noire[19].

- 3 octobre : le traité de Ouidah met fin à la première Guerre du Dahomey[20].

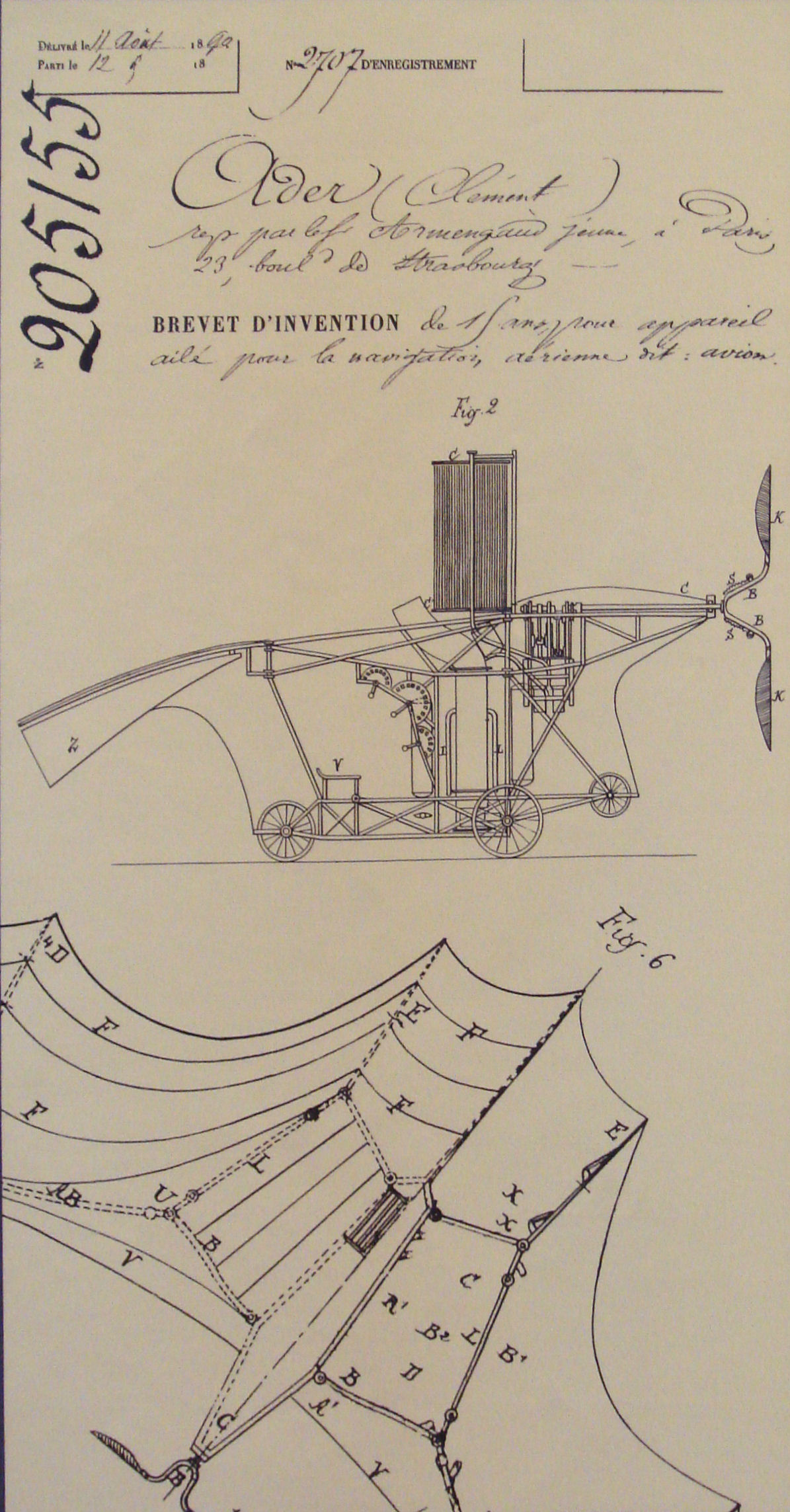
Brevet (n° 205 - 155, du 19 avril 1890, déposé par Clément Ader.

- 9 octobre : premier vol de l'avion Éole de l'ingénieur français Clément Ader, lequel pour la première fois réussit à faire voler « un engin plus lourd que l'air ». Il s'élève à 20 centimètres du sol et parcourt 50 mètres dans le parc du château de Gretz-Armainvilliers[21].
- 9-15 octobre[22] : scission des socialistes  « possibilistes » au congrès de Châtellerault entre « broussistes » et « allemanistes ». Le Dr Paul Brousse dirige la Fédération des travailleurs socialistes de France, majoritaire. Jean Allemane fonde le Parti ouvrier socialiste révolutionnaire (PSOR) qui se réclame de la commune et de Bakounine et fait du syndicalisme révolutionnaire l’arme de la lutte anticapitaliste[23].

- 12 novembre : toast d’Alger du cardinal Lavigerie devant l'état-major de la flotte française en Méditerranée, composé d'officiers monarchistes. Il prône le ralliement des catholiques à la République[24].
- 18 novembre : assassinat du général russe  Seliverstov par l'anarchiste russe Stanislas Padlewski à Paris[25].
- 20 novembre : le Professeur Édouard Branly découvre le principe de la radioconduction et le radioconducteur à limaille[26]. Il présente sa découverte à l'Académie des Sciences le 24 novembre[27].
- 24 novembre : fondation du Comité de l’Afrique française sous l'impulsion des écrivains Paul Leroy-Beaulieu et Melchior de Vogüé[28]. Il se propose « par tous les moyens en son pouvoir de développer l'influence et le commerce français dans l'Afrique de l'Ouest, du Centre et du Nord »[29].